# 5. november
5. november je 309. dan leta (310. v prestopnih letih) v gregorijanskem koledarju. Ostaja še 56 dni.

## Dogodki
- 1414 – začetek koncila v Konstanci
- 1439 – Amadej Savojski postane protipapež Feliks V.
- 1492 – Krištof Kolumb na Kubi spozna koruzo
- 1556 – mogulska vojska 80 km severno od Delhija premaga hindujsko vojsko generala Hemuja in zagotovi Akbarju indijski prestol
- 1583 – v Tübingnu izide Dalmatinova biblija, prvi celotni prevod Svetega pisma v slovenščino
- 1605 – neuspela smodniška zarota, poskus miniranja angleškega parlamenta s kraljem Jakobom I. vred
- 1835 – v Ljubljani odprto prvo otroško zavetišče
- 1837 – avstrijski cesar Ferdinand I. izda patent o pošti
- 1914 – Velika Britanija anektira Ciper in skupaj s Francijo napove vojno Osmanskem imperiju
- 1916 – Avstro-Ogrska in Nemčija ustanovita samostojno kraljevino Poljsko
- 1940 – Franklin Delano Roosevelt je ponovno izvoljen za predsednika ZDA
- 1982 – zagon hidroelektrarne Itaipu

## Rojstva
- 1205 – as-Salih Ajub, sultan Egipta in emir Damaska († 1249)
- 1271 – Mahmud Gazan, sedmi vladar Ilkanata  († 1304)
- 1494 – Hans Sachs, nemški pesnik († 1676)
- 1607 – Anna Maria van Schurman, nizozemska učenjakinja († 1678)
- 1673 – Dimitrie Cantemir, moldavski knez, državnik, znanstvenik († 1723)
- 1728 – Franz Xaver von Wulfen, avstrijski jezuit, botanik in mineralog († 1805)
- 1742 – Richard Cosway, angleški slikar († 1821)
- 1777 – Filippo Taglioni, italijanski plesalec († 1871)
- 1854 – Paul Sabatier, francoski kemik, nobelovec 1912 († 1941)
- 1855 – Léon-Philippe Teisserenc de Bort, francoski meteorolog († 1913)
- 1876 – Raymond Duchamp-Villon, francoski kipar († 1918)
- 1906 – Fred Lawrence Whipple, ameriški astronom († 2004)
- 1913 – Vivien Leigh, angleška gledališka in filmska igralka († 1967)
- 1931:
  - Ike Turner, ameriški glasbenik († 2007)
  - Charles Taylor, kanadski filozof
- 1936 – Uwe Seeler, nemški nogometaš († 2022)
- 1938 – Joe Dassin, francosko-ameriški pevec († 1980)
- 1945 – Peter Pace, ameriški general
- 1946 – Herman Brood, nizozemski glasbenik († 2001)
- 1948 – William Daniel Phillips, ameriški fizik, nobelovec 1997
- 1952 – Bill Walton, ameriški košarkar († 2024)
- 1959:
  - Bryan Adams, kanadski glasbenik
  - Tomo Česen, slovenski športni plezalec in alpinist
- 1963 – Tatum O'Neal, ameriška filmska igralka

## Smrti
- 1219 – Hugo IX. Lusignanski, grof La Marcheja, križar (* 1168)
- 1235 – Elizabeta Švabska, kastiljska kraljica (* 1203)
- 1370 – Kazimir III., poljski kralj (* 1310)
- 1570 – Jacques Grévin, francoski pesnik, dramatik (* 1538)
- 1714 – Bernardino Ramazzini, italijanski zdravnik (* 1633)
- 1801 – Motoori Norinaga, japonski šintoistični učenjak (* 1730)
- 1803 – Pierre Choderlos de Laclos, francoski vojak, pisatelj (* 1741)
- 1836 – Karel Hynek Mácha, češki pesnik (* 1810)
- 1879 – James Clerk Maxwell, škotski fizik, matematik (* 1831)
- 1930 – Christiaan Eijkman, nizozemski zdravnik, patolog, nobelovec 1929 (* 1858)
- 1944 – Alexis Carrel, francoski kirurg, biolog, nobelovec 1912 (* 1873)
- 1955 – Maurice Utrillo, francoski slikar (* 1883)
- 1956 – Art Tatum, ameriški pianist (* 1910)
- 1977 – René Goscinny, francoski pisatelj (* 1926)
- 1982 – Jacques Tati, francoski filmski režiser, filmski igralec (* 1908)
- 1989 – Vladimir Horowitz, ruski pianist (* 1903 ali 1904)
- 1990 – Meir David Kahane, izraelski skrajni politik (* 1932)
- 1991 – Ian Robert Maxwell, britanski medijski mogotec (* 1923)
- 1992 – Jan Hendrik Oort, nizozemski astronom (* 1900)
- 1997 – Isaiah Berlin, britanski filozof (* 1909)
- 2000 – David Ross Brower, ameriški aktivist za okolje (* 1912)
- 2005 – John Robert Fowles, angleški pisatelj (* 1926)
- 2006 – Bülent Ecevit, turški politik in državnik (* 1925)

## Prazniki in obredi
- Združeno kraljestvo: dan Guya Fawkesa, v spomin spodletele smodniške zarote